# Auriglobus silus
Auriglobus silus är en fiskart som först beskrevs av Roberts 1982.  Auriglobus silus ingår i släktet Auriglobus och familjen blåsfiskar. Inga underarter finns listade.